# Powiat olkuski
Powiat olkuski – powiat w Polsce w województwie małopolskim, utworzony w 1999 roku w ramach reformy administracyjnej. Jego siedzibą jest miasto Olkusz. Powiat położony w północno-zachodniej jego części, w obrębie czterech makroregionów geograficznych: Wyżyny Krakowsko-Częstochowskiej, Wyżyny Śląskiej, Wyżyny Woźnicko-Wieluńskiej i Niecki Nidziańskiej, oraz pięciu mezoregionów: Wyżyny Olkuskiej, Wyżyny Częstochowskiej, Wyżyny Miechowskiej, Pagór Jaworznickich oraz Kotliny Siewierza.
W skład powiatu wchodzą:
- gminy miejskie: Bukowno
- gminy miejsko-wiejskie: Olkusz, Wolbrom
- gminy wiejskie: Bolesław, Klucze, Trzyciąż
- miasta: Bukowno, Olkusz, Wolbrom

Według danych z 30 czerwca 2024 roku powiat zamieszkiwało 105 385 osób.

## Demografia

### Ludność
Liczba ludności (dane z 31 grudnia 2023):
|        | Ogółem  | Ogółem | Kobiety | Kobiety | Mężczyźni | Mężczyźni |
| osób   | %       | osób   | %       | osób    | %         |           |
| ------ | ------- | ------ | ------- | ------- | --------- | --------- |
| Ogółem | 105 900 | 100    | 54 519  | 51,48   | 51 381    | 48,52     |
| Miasto | 49 773  | 47,00  | 26 009  | 24,56   | 23 764    | 22,44     |
| Wieś   | 56 127  | 53,00  | 28 510  | 26,92   | 27 617    | 26,08     |

▶Wieś vs ▶miasto
Ogółem (▶k, ▶m)
Miasto (▶k, ▶m)
Wieś (▶k, ▶m)

### Piramida wieku
(Stan na 31 grudnia 2023 roku)

## Największe miejscowości
Dane dotyczące miast (Olkusz, Bukowno, Wolbrom) pochodzą z 1 stycznia 2024 roku
Dane dotyczące populacji wsi pochodzą z Narodowego Spisu Powszechnego z 2021 roku
|    | Miejscowość | Liczba mieszkańców | Powierzchnia | Gęstość      |
| -- | ----------- | ------------------ | ------------ | ------------ |
| 1  | Olkusz      | 32 261             | 25,65 km²    | 1258 os./km² |
| 2  | Bukowno     | 9467               | 64,5 km²     | 147 os./km²  |
| 3  | Wolbrom     | 8045               | 10,12 km²    | 795 os./km²  |
| 4  | Klucze      | 4942               |              |              |
| 5  | Bolesław    | 2395               |              |              |
| 6  | Osiek       | 1961               |              |              |
| 7  | Chechło     | 1686               |              |              |
| 8  | Zederman    | 1370               |              |              |
| 9  | Gorenice    | 1283               |              |              |
| 10 | Żurada      | 1216               |              |              |
| 11 | Jaroszowiec | 1211               |              |              |

## Historia
Początki powiatu (obwodu) olkuskiego związane są nierozerwalnie z górnictwem rud galmanu, które rozwinęło się tutaj po 1816 r. w ramach rządowego Dozorstwa Olkusko-Siewierskiego.

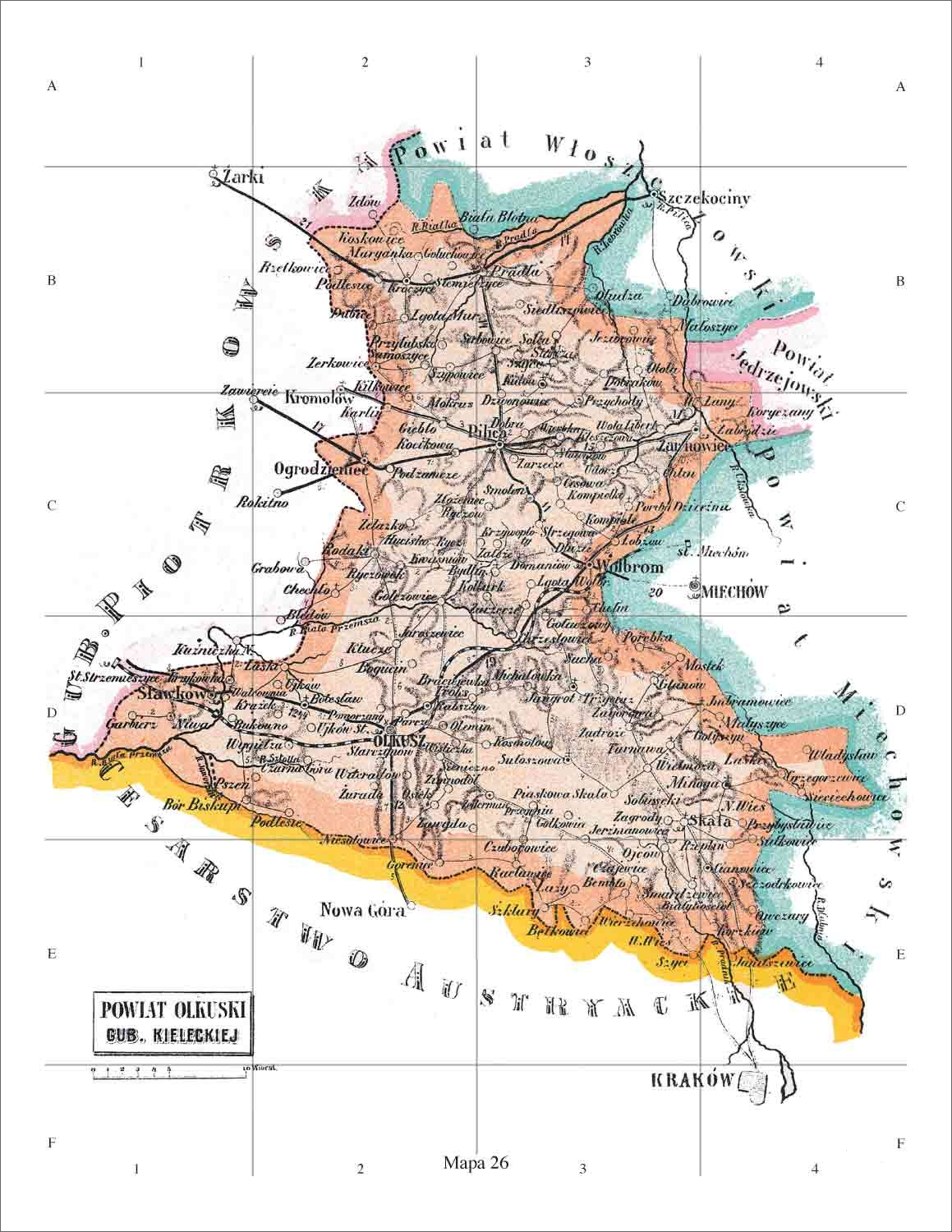
Powiat olkuski gub. kieleckiej (1867-1914)

- Po raz pierwszy powiat olkuski utworzony został w 1810 r. jako jednostka administracyjna departamentu krakowskiego w rozszerzonym Księstwie Warszawskim. Istniał do 1815 r.
- W latach 1815–1841 jako obwód olkuski w województwie krakowskim (do 1837 r.), potem w guberni krakowskiej, przemianowanej następnie na kielecką. Od 1842 r. jako powiat olkuski, tożsamy terytorialnie z wcześniejszym obwodem.
- W latach 1845–1866 powiat w guberni radomskiej.
- W 1866 r. poważnie okrojony, m.in. poprzez wydzielenie powiatu będzińskiego. W latach 1867–1914 funkcjonował jako w przeważającej mierze rolniczy powiat guberni kieleckiej.
- W 1939 przed wybuchem wojny należał do województwa kieleckiego i zajmował 1364,6 km², zamieszkiwało go ok. 175 tys. ludności. Posiadał 2 gminy miejskie (Olkusz, Wolbrom), 1 osadę (Skała) i 13 gmin wiejskich, w sumie 198 miejscowości.
- W okresie okupacji hitlerowskiej zachodnia część powiatu wraz z Olkuszem, stanowiąca ok. 1/4 terytorium z ok. 30% ludności, została przyłączona do Rzeszy jako Landkreis Olkusz, Landkreis Olkusch i Landkreis Ilkenau. Pozostała, wschodnia część, o powierzchni 1015,2 km² i liczbie ludności 123 tys., weszła w skład Generalnego Gubernatorstwa i została przyłączona do starostwa miechowskiego, tworząc Landkommissariat, czyli komisariat ziemski w Wolbromiu. Planowano przywrócenie niemieckiej nazwy
- Rabsztyn: Rabenstein O.S.,

oraz zniemczenie polskich nazw miejscowości, np.
- Bolesław: Zinkberg,
- Ogrodzieniec: Bonerburg,
- Sławków: Schlockau,
- Żelazko: Eisenhübel,
- Zimnodół: Kaltengrund,

którego jednak nie przeprowadzono.
- Od 20 sierpnia 1945 do czasu reformy administracyjnej w 1975 leżał w północno-zachodniej części województwa krakowskiego i zajmował 1112 km², co stanowiło 7,3% powierzchni województwa. Graniczył od południa z powiatami Chrzanów i Kraków oraz z miastem Jaworzno, od wschodu z powiatem Miechów (województwo krakowskie), od północnego wschodu z powiatami Jędrzejów i Włoszczowa (województwo kieleckie), od północnego zachodu i zachodu z powiatami Zawiercie i Będzin (województwo katowickie).

## Zmiany administracyjne powiatu olkuskiego
Powiat olkuski powstał 10 kwietnia 1810 r., jako część składowa departamentu krakowskiego w Księstwie Warszawskim.
- W 1815 roku po likwidacji Księstwa Warszawskiego, został połączony z powiatami pilickim i lelowskim w jeden duży obwód, w województwie krakowskim w ramach Królestwa Polskiego.
- W 1837 roku, przemianowano województwo krakowskie na gubernię krakowską.
- Z kolei w 1842 roku zmieniono obwody na powiaty a gubernię krakowską na gubernię kielecką.
- W 1845 roku powiat olkuski, znalazł się w nowo utworzonej guberni radomskiej.
- W 1867 roku po powstaniu styczniowym, wrócił do guberni kieleckiej, bez utworzonego powiatu będzińskiego, który przyłączono do guberni piotrkowskiej.

W odrodzonej Polsce został powołany w 1918 w województwie kieleckim. Składał się z dwóch miast Olkusz, Wolbrom od 1931 roku i 14 gmin Bolesław, Sławków, Rabsztyn, Dłużec, Ogrodzieniec, Kidów, Kroczyce, Pilica, Żarnowiec, Jangrot, Skała, Minoga, Cianowice i Sułoszowa
- 1 kwietnia 1939 r. odłączono z powiatu wieś Mostek, z gminy Jangrot i włączono do powiatu miechowskiego, gminy Szreniawa[8].
- Po II wojnie światowej 7 lipca 1945 r. doszło do zmiany przynależności wojewódzkiej, powiat przeszedł z województwa kieleckiego do województwa krakowskiego[9].
- W 1951 r. odłączono do powiatu zawierciańskiego gminę Kroczyce[10].
- Z powiatu wyłączono gromadę Sieciechowice i włączono ją do powiatu miechowskiego w roku 1955[11].
- Na podstawie rozporządzenia z 12.11.1955r odłączono z powiatu olkuskiego także gromady Giebło, Ogrodzieniec, Podzamcze i Ryczów i przyłączono do powiatu zawierciańskiego[12].
- Z kolei w 1958 r. z powiatu olkuskiego wyłączono gromady: Bębło, Biały Kościół i Przybysławice, które włączono do powiatu krakowskiego. Z powiatu wyłączono też wieś Lgota, z gromady Niesułowice i włączono do powiatu chrzanowskiego. Natomiast z powiatu miechowskiego do olkuskiego włączono gromady: Jeżówka, Wierzchowisko i Poręba Górna[13].
- W 1962 r. z powiatu olkuskiego wyłączono wieś Wierzbie i przyłączono do powiatu miechowskiego[14].
- W 1968 r. z powiatu miechowskiego, z gromady Wysocice wyłączono wieś Gołyszyn i włączono do powiatu olkuskiego, do gromady Minoga[15].
- W 1973 r. Dokonano powiększenia miasta Olkusza o wieś Pomorzany oraz części wsi Sieniczno, Olewin, Witeradów i Żurada[16].
- 1 czerwca 1975 r. zostały zlikwidowane powiaty. Wprowadzono dwu stopniowy podział terytorialny kraju. Miasto Olkusz oraz gminy: Olkusz, Klucze, Bukowno, Sławków, Wolbrom, Pilica i Żarnowiec przeszły do województwa katowickiego. Natomiast gminy: Przeginia, Sułoszowa, Jerzmanowice, Trzyciąż oraz Skała pozostały w nowym województwie miejskim krakowskim[17].
- W 1991 r. została podzielona gmina Bukowno, na miejską Bukowno i gminę Bolesław[18]. Natomiast od 1 stycznia 1992 r. dokonano połączenia gmin miejskich i wiejskich w jedną jednostkę terytorialną. Dotyczyło to Olkusza i Wolbromia[19].
- Od 1 stycznia 1999 r. wprowadzono trójstopniowy podział administracyjny kraju. Gminy: Olkusz, Wolbrom, Bukowno, Sławków, Bolesław i Klucze weszły w skład województwa małopolskiego[20] Równocześnie utworzono ponownie powiat olkuski, składający się z miast Bukowno, Sławków; miasta i gminy Olkusz, Wolbrom oraz gmin: Bolesław, Klucze, Trzyciąż[21]. Natomiast nie weszły w skład powiatu olkuskiego gminy: Jerzmanowice-Przeginia, Sułoszowa, Skała, Pilica i Żarnowiec, które przed likwidacją powiatu wchodziły w jego skład.
- Od 1 stycznia 2002 r. wyłączono z województwa małopolskiego i powiatu olkuskiego miasto Sławków, które zostało włączone do województwa śląskiego i powiatu będzińskiego[22].

## Geografia
Park Krajobrazowy Orlich Gniazd w granicach województwa małopolskiego obejmuje wyłącznie obszar Powiatu Olkuskiego (gminy Klucze, Olkusz, Trzyciąż i Wolbrom) o powierzchni 12 688 ha. Przebiega tędy Szlak Orlich Gniazd. Powiat leży w zachodniej części Wyżyny Krakowsko-Częstochowskiej. Do ciekawych miejsc należy również Pustynia Błędowska.

## Religia
Oprócz katolików skupionych w 30 parafiach, istnieje na zachodzie powiatu liczna grupa wyznawców religii polskokatolickiej w parafiach w Bukownie, Bolesławiu i Małobądzu. Inna dość liczna grupa (ok. 1000) to Świadkowie Jehowy w 9 zborach (w tym grupie ukraińskojęzycznej), z własnymi Salami Królestwa w Olkuszu, Krążku k. Bukowna, Wolbromiu i Kluczach.
Poza tym mieszkają również m.in. zielonoświątkowcy, Adwentyści Dnia Siódmego czy epifaniści.

## Sąsiednie powiaty
- powiat miechowski
- powiat krakowski
- powiat chrzanowski
- powiat będziński (śląskie)
- powiat zawierciański (śląskie)
- Dąbrowa Górnicza (śląskie)
- Jaworzno (śląskie)